# Poden
Poden je naselje v Občini Kostel. Na robu gozda, v vasi Poden, stoji čebelnjak MA-JA z enaidvajesetimi čebeljimi panji, ki so poslikani s panjskimi končnicami. Med, ki se pridobiva na tem področju sodi v blagovno znamko Kočevski gozdni med. Je prvi slovenski med zaščiten v Sloveniji (Uradni list: 124/2004) in v Evropski uniji. V letu 2006 je dobilo združenje Kočevski med od Ministrstvo za kmetijstvo, gozdarstvo in prehrano certifikat za kakovost in znak zaščitenih kakovostnih kmetijskih proizvodov.